# Hauptverwaltung Aufklärung
Hauptverwaltung Aufklärung (HVA) – wydzielona struktura organizacyjna politycznego wywiadu zagranicznego Ministerstwa Bezpieczeństwa Publicznego NRD (Ministerium für Staatssicherheit – MfS).

## Historia
Prekursorem HVA MfS była założona w 1951 r. Służba Politycznego Wywiadu Zagranicznego (Außenpolitischer Nachrichtendienst – APN), działająca pod przykrywką tzw. „Instytutu Badań Ekonomicznych” (Institut für wirtschaftswissenschaftliche Forschung), w 1953 r. włączona jako Wydział Główny XV (Hauptabteilung XV) do ówczesnego Sekretariatu Stanu (Staatssekretariat), w 1956 r. do Ministerstwa Bezpieczeństwa Państwowego NRD – Zarząd Główny Wywiadu (Hauptverwaltung Aufklärung – HVA).

## Organizacja Wywiadu MfS/Stasi
Schemat organizacyjny pod Hauptverwaltung Aufklärung

## Szefowie Wywiadu Politycznego
- 1951-1952 – Anton Ackermann
- 1952 – Richard Stahlmann, p.o.
- 1952-1986 – Markus Wolf
- 1986-1989 – Werner Großmann
- 1989-1990 – Bernd Fischer

## Siedziba
Główna mieściła się w Berlinie w budynku nr 15 kompleksu MBP przy Ruschestraße/Ecke Frankfurter Allee,